# Cheadle (circonscription britannique)
La circonscription de Cheadle est une circonscription située dans le Grand Manchester, et représentée à la Chambre des communes du Parlement britannique.